# Premier League 2010-2011
Premier League 2010-2011 a fost a 19-a ediție a primei ligi engleze de fotbal de la reorganizarea ei în 1992. În total au participat 20 de echipe. Campioana en-titre este Chelsea FC.

## Stadioane
| Echipa                  | Stadion           | Capacitate |
| ----------------------- | ----------------- | ---------- |
| Arsenal                 | Emirates Stadium  | 60,361     |
| Aston Villa             | Villa Park        | 42,789     |
| Birmingham City         | St Andrew's       | 30,079     |
| Blackburn Rovers        | Ewood Park        | 31,367     |
| Blackpool               | Bloomfield Road   | 16,22      |
| Bolton Wanderers        | Reebok Stadium    | 28,723     |
| Chelsea                 | Stamford Bridge   | 42,449     |
| Everton                 | Goodison Park     | 40,157     |
| Fulham                  | Craven Cottage    | 25,7       |
| Liverpool               | Anfield           | 45,276     |
| Manchester City         | Eastlands         | 47,405     |
| Manchester United       | Old Trafford      | 75,797     |
| Newcastle United        | St James' Park    | 52,409     |
| Stoke City              | Britannia Stadium | 27,74      |
| Sunderland              | Stadium of Light  | 49         |
| Tottenham Hotspur       | White Hart Lane   | 36,23      |
| West Bromwich Albion    | The Hawthorns     | 26,484     |
| West Ham United         | Boleyn Ground     | 35,303     |
| Wigan Athletic          | DW Stadium        | 25,133     |
| Wolverhampton Wanderers | Molineux          | 29,195     |

## Personal și echipament
| Echipa                  | Antrenor               | Căpitan         | Producător echipament | Sponsor            |
| ----------------------- | ---------------------- | --------------- | --------------------- | ------------------ |
| Arsenal                 | Arsène Wenger          | Cesc Fàbregas   | Nike                  | Emirates           |
| Aston Villa             | Gérard Houllier        | Stiliyan Petrov | Nike                  | FxPro              |
| Birmingham City         | Alex McLeish           | Stephen Carr    | Xtep                  | F&C Investments    |
| Blackburn Rovers        | Steve Kean             | Ryan Nelsen     | Umbro                 | Crown Paints       |
| Blackpool               | Ian Holloway           | Charlie Adam    | Carbrini              | Wonga.com          |
| Bolton Wanderers        | Owen Coyle             | Kevin Davies    | Reebok                | 188BET             |
| Chelsea                 | Carlo Ancelotti        | John Terry      | Adidas                | Samsung            |
| Everton                 | David Moyes            | Phil Neville    | Le Coq Sportif        | Chang Beer         |
| Fulham                  | Mark Hughes            | Danny Murphy    | Kappa                 | FxPro              |
| Liverpool               | Kenny Dalglish         | Steven Gerrard  | Adidas                | Standard Chartered |
| Manchester City         | Roberto Mancini        | Carlos Tévez    | Umbro                 | Etihad Airways     |
| Manchester United       | Sir Alex Ferguson      | Gary Neville    | Nike                  | Aon                |
| Newcastle United        | Alan Pardew            | Kevin Nolan     | Puma                  | Northern Rock      |
| Stoke City              | Tony Pulis             | Ryan Shawcross  | Adidas                | Britannia          |
| Sunderland              | Steve Bruce            | Lee Cattermole  | Umbro                 | Tombola            |
| Tottenham Hotspur       | Harry Redknapp         | Michael Dawson  | Puma                  | Autonomy           |
| West Bromwich Albion    | Roy Hodgson            | Chris Brunt     | Umbro                 | Homeserve          |
| West Ham United         | Kevin Keen (caretaker) | Matthew Upson   | Macron                | SBOBET             |
| Wigan Athletic          | Roberto Martínez       | Gary Caldwell   | MiFit                 | 188BET             |
| Wolverhampton Wanderers | Mick McCarthy          | Karl Henry      | BURRDA                | Sportingbet        |

## Clasament
| Poz | Echipa                  | MJ | V  | E  | Î  | GM | GP | G   | Pct | Promovare sau retrogradare                                                  |
| --- | ----------------------- | -- | -- | -- | -- | -- | -- | --- | --- | --------------------------------------------------------------------------- |
| 1   | Manchester United (C)   | 38 | 23 | 11 | 4  | 78 | 37 | +41 | 80  | LC 2011-2012 Faza grupelor                                                  |
| 2   | Chelsea                 | 38 | 21 | 8  | 9  | 69 | 33 | +36 | 71  | LC 2011-2012 Faza grupelor                                                  |
| 3   | Manchester City         | 38 | 21 | 8  | 9  | 60 | 33 | +27 | 71  | LC 2011-2012 Faza grupelor                                                  |
| 4   | Arsenal                 | 38 | 19 | 11 | 8  | 72 | 43 | +29 | 68  | Play-off-ul Ligii Campionilor 2011-12                                       |
| 5   | Tottenham Hotspur       | 38 | 16 | 14 | 8  | 55 | 46 | +9  | 62  | EL 2011-2012 Runda play-off                                                 |
| 6   | Liverpool               | 38 | 17 | 7  | 14 | 59 | 44 | +15 | 58  |                                                                             |
| 7   | Everton                 | 38 | 13 | 15 | 10 | 51 | 45 | +6  | 54  |                                                                             |
| 8   | Fulham                  | 38 | 11 | 16 | 11 | 49 | 43 | +6  | 49  | EL 2011-2012 Primul tur preliminar 1                                        |
| 9   | Aston Villa             | 38 | 12 | 12 | 14 | 48 | 59 | −11 | 48  |                                                                             |
| 10  | Sunderland              | 38 | 12 | 11 | 15 | 45 | 56 | −11 | 47  |                                                                             |
| 11  | West Bromwich Albion    | 38 | 12 | 11 | 15 | 56 | 71 | −15 | 47  |                                                                             |
| 12  | Newcastle United        | 38 | 11 | 13 | 14 | 56 | 57 | −1  | 46  |                                                                             |
| 13  | Stoke City              | 38 | 13 | 7  | 18 | 46 | 48 | −2  | 46  | EL 2011-2012 Al treilea tur preliminar 2                                    |
| 14  | Bolton Wanderers        | 38 | 12 | 10 | 16 | 52 | 56 | −4  | 46  |                                                                             |
| 15  | Blackburn Rovers        | 38 | 11 | 10 | 17 | 46 | 59 | −13 | 43  |                                                                             |
| 16  | Wigan Athletic          | 38 | 9  | 15 | 14 | 40 | 61 | −21 | 42  |                                                                             |
| 17  | Wolverhampton Wanderers | 38 | 11 | 7  | 20 | 46 | 66 | −20 | 40  |                                                                             |
| 18  | Birmingham City (R)     | 38 | 8  | 15 | 15 | 37 | 58 | –21 | 39  | Runda play-off a UEFA Europa League 2011-2012 3                             |
| 18  | Birmingham City (R)     | 38 | 8  | 15 | 15 | 37 | 58 | –21 | 39  | Relegation to the 2011-12 Football League Championship                      |
| 19  | Blackpool (R)           | 38 | 10 | 9  | 19 | 55 | 78 | −23 | 39  | Retrogradare în Format:Fb competiție 2011-2012 Football League Championship |
| 20  | West Ham United (R)     | 38 | 7  | 12 | 19 | 43 | 70 | −27 | 33  | Retrogradare în Format:Fb competiție 2011-2012 Football League Championship |

Sursa: Barclays Premier League
Reguli de clasare: 
1) puncte; 2) diferența de goluri; 3) goluri marcate.
1 Fulham, as the highest-ranked team from the Fair Play table not yet qualified for any European competition, entered the first qualifying round of the 2011–12 UEFA Europa League.
2 Stoke City qualified for the third qualifying round of the 2011–12 UEFA Europa League as 2010–11 FA Cup runners-up to Champions League-qualified Manchester City.
3 Birmingham City qualified for the play-off round of the 2011–12 UEFA Europa League after winning the 2010–11 Football League Cup, worth a third qualification round spot, and subsequently being moved up a round due to the outcome of the 2011 FA Cup Final.
POZ = Poziția în clasament; (C) = Campioană; (R) = Retrogradată; (P) = Promovată; (E) = Eliminată; (O) = Câștigătoare de play-off; (A) = Avansează în runda următoare. 
Aplicabil doar când sezonul nu este terminat: 
(Q) = Calificare în faza competiției indicată; (TQ) = Calificare în competiție, dar încă nu în faza indicată; (RQ) = Calificată în competiția de retrogradare indicată; (DQ) = Descalificată din competiție.

## Statisticile sezonului
| Rank | Player               | Club                   | Goals |
| ---- | -------------------- | ---------------------- | ----- |
| 1    | Dimitar Berbatov     | Manchester United      | 20    |
| 1    | Carlos Tévez         | Manchester City        | 20    |
| 3    | Robin van Persie     | Arsenal                | 18    |
| 4    | Darren Bent          | Sunderland/Aston Villa | 17    |
| 5    | Peter Odemwingie     | West Bromwich Albion   | 15    |
| 6    | DJ Campbell          | Blackpool              | 13    |
| 6    | Andy Carroll         | Newcastle/Liverpool    | 13    |
| 6    | Javier Hernández     | Manchester United      | 13    |
| 6    | Dirk Kuyt            | Liverpool              | 13    |
| 6    | Florent Malouda      | Chelsea                | 13    |
| 6    | Rafael van der Vaart | Tottenham Hotspur      | 13    |

| Rank | Player               | Club                 | Assists |
| ---- | -------------------- | -------------------- | ------- |
| 1    | Nani                 | Manchester United    | 18      |
| 2    | Didier Drogba        | Chelsea              | 15      |
| 3    | Cesc Fàbregas        | Arsenal              | 14      |
| 4    | Andrei Arshavin      | Arsenal              | 11      |
| 4    | Leighton Baines      | Everton              | 11      |
| 4    | Chris Brunt          | West Bromwich Albion | 11      |
| 4    | Wayne Rooney         | Manchester United    | 11      |
| 4    | Ashley Young         | Aston Villa          | 11      |
| 9    | Charlie Adam         | Blackpool            | 9       |
| 9    | Joey Barton          | Newcastle United     | 9       |
| 9    | Peter Crouch         | Tottenham Hotspur    | 9       |
| 9    | Stewart Downing      | Aston Villa          | 9       |
| 9    | Peter Odemwingie     | West Bromwich Albion | 9       |
| 9    | David Silva          | Manchester City      | 9       |
| 9    | Rafael van der Vaart | Tottenham Hotspur    | 9       |

### Hat-trickuri
| Player            | For                  | Against              | Result | Date               |
| ----------------- | -------------------- | -------------------- | ------ | ------------------ |
| Didier Drogba     | Chelsea              | West Bromwich Albion | 6–0    | 14 august 2010     |
| Theo Walcott      | Arsenal              | Blackpool            | 6–0    | 21 august 2010     |
| Andy Carroll      | Newcastle United     | Aston Villa          | 6–0    | 22 august 2010     |
| Dimitar Berbatov  | Manchester United    | Liverpool            | 3–2    | 19 septembrie 2010 |
| Kevin Nolan       | Newcastle United     | Sunderland           | 5–1    | 31 octombrie 2010  |
| Dimitar Berbatov5 | Manchester United    | Blackburn Rovers     | 7–1    | 27 noiembrie 2010  |
| Mario Balotelli   | Manchester City      | Aston Villa          | 4–0    | 28 decembrie 2010  |
| Leon Best         | Newcastle United     | West Ham United      | 5–0    | 5 ianuarie 2011    |
| Dimitar Berbatov  | Manchester United    | Birmingham City      | 5–0    | 22 ianuarie 2011   |
| Robin van Persie  | Arsenal              | Wigan Athletic       | 3–0    | 22 ianuarie 2011   |
| Carlos Tévez      | Manchester City      | West Bromwich Albion | 3–0    | 5 februarie 2011   |
| Louis Saha4       | Everton              | Blackpool            | 5–3    | 5 februarie 2011   |
| Dirk Kuyt         | Liverpool            | Manchester United    | 3–1    | 6 martie 2011      |
| Wayne Rooney      | Manchester United    | West Ham United      | 4–2    | 2 aprilie 2011     |
| Maxi Rodríguez    | Liverpool            | Birmingham City      | 5–0    | 23 aprilie 2011    |
| Maxi Rodríguez    | Liverpool            | Fulham               | 5–2    | 9 mai 2011         |
| Somen Tchoyi      | West Bromwich Albion | Newcastle United     | 3–3    | 22 mai 2011        |

- 4 Player scored 4 goals
- 5 Player scored 5 goals